# Monoon pachyphyllum
Monoon pachyphyllum là một loài thực vật thuộc họ Annonaceae. Loài này được George King mô tả lần đầu tiên năm 1892 dưới danh pháp Polyalthia pachyphylla. Năm 2012, Bine Xue et al. chuyển nó sang chi Monoon.

## Phân bố
Nó là loài đặc hữu của Malaysia.